# Chrząszczewek
Chrząszczewek – wieś w centralnej Polsce położona w województwie łódzkim, w powiecie rawskim, w gminie Biała Rawska, około 4 kilometry na zachód od Białej Rawskiej na drodze w kierunku Babska. 
Wieś wymieniana w 1579 r. jako Chrzasczewek Minor.
W latach 1954–1958 wieś należała i była siedzibą władz gromady Chrząszczewek, po jej zniesieniu w gromadzie Biała. W latach 1975–1998 miejscowość położona była w województwie skierniewickim.
W roku 2020 we wsi, w ramach kampanii wyborczej swój wiec wyborczy zorganizował Władysław Kosiniak-Kamysz.
We wsi znajduje się wiadukt nad magistralą kolejową Warszawa – Górny Śląsk (Centralną Magistralą Kolejową). Zdecydowana większość mieszkańców prowadzi sady, bądź działalności usługowe. We wsi znajduje się również budynek nieczynnej od 1999 r. szkoły podstawowej, budowanej w latach 50. XX w.